# セプテンバー (映画)
『セプテンバー』（September）は、1987年に製作されたウディ・アレン脚本・監督の映画。アレン自身が出演していないものの一つ。

## あらすじ
ヒロインは、母の愛人を殺して服役した過去をもつ写真家の女性。母と過ごす山荘に、友人、若い歴史学者、年配の物理学者などが尋ねてくる。ヒロインは若い歴史学者といい仲だが、その友人も彼を狙っている。母は物理学者といい仲になりつつある。友人と歴史学者がキスしている瞬間をヒロインは目撃してしまう。落ち込んでいると、今度は母がこの家を売ろうとしていることに気づく。怒ったヒロインの衝撃の告白が始まる。

## キャスト
- ミア・ファロー：レーン
- ダイアン・ウィースト：ステファニー
- ジャック・ウォーデン：ロイド
- デンホルム・エリオット：ハワード
- サム・ウォーターストン：ピーター
- エレイン・ストリッチ：ダイアン

## スタッフ
脚本・監督：ウディ・アレン